# Шакіл О'Ніл
Шакі́л Рашо́н О'Ні́л (англ. Shaquille Rashaun O'Neal; 6 березня 1972, Ньюарк, Нью-Джерсі) — у минулому американський професіональний баскетболіст. Також репер, актор і офіцер запасу поліції. Його перше і середнє імена, Шакіл Рашоун, означають арабською «маленький воїн». Відомий своїм назвичайно великим зростом - 216 см.

## Біографія
Гравець «Орландо Меджик» (1992—1996), «Лос-Анджелес Лейкерс» (1996—2004), «Маямі Гіт» (2004—2008), «Фінікс Санз» (2008—2009), «Клівленд Кавальєрз» (2009—2010) і «Бостон Селтікс» (2010—2011). Олімпійський чемпіон (1996), чемпіон світу 1994 р., 4-разовий чемпіон НБА (2000-02, 2006). 1996 року був внесений до списку 50 найкращих гравців в історії НБА, і з усього списку він був наймолодшим. Крім цього визнаний найціннішим гравцем НБА 2000 року, протягом 15 років (1993—2009) брав участь у Матчах всіх зірок, разом з Вілтом Чемберленом утримує рекорд ліги — 9 сезонів (з них 5 поспіль) з найвищим показником відсотка влучень з гри. Шакіл О'Ніл три рази за свою кар'єру удостоївся звання MVP Матчу всіх зірок (2000, 2004, 2009). 11 вересня 2008 року Шакіл оголосив, що завершить кар'єру гравця після закінчення сезону 2009-10, коли закінчиться його контракт з «Санз». Втім, О'Ніл підписав новий контракт (із «Кавальєрз») і відклав завершення кар'єри на рік. Після відходу з баскетболу він планує працювати в правоохоронних органах Флориди, де він виступав за команди Орландо та Маямі.
Вибраний «Орландо Меджик» на драфті 1992 під 1 номером. В дебютному сезоні набирав за гру в середньому 23.4 очок, 13.9 підбирань та 3.5 блокшотів. Завдяки цьому був визнаний новачком року та став першим після Майкла Джордана, хто був обраний на матч всіх зірок НБА у дебютному сезоні.
У сезоні 1993-94 О'Ніл став другим в НБА за результативністю та першим за процентом попадань. 20 листопада 1993 року, набравши за гру 24 очка, 28 підбирань та 15 блокшотів, записав у свій актив перший в кар'єрі трипл-дабл. У своєму другому сезоні в НБА допоміг «Меджик» вперше в історії клубу вийти в плейоф.
У сезоні 1994-95 О'Ніл став найрезультативнішим гравцем в НБА. В голосуванні за звання найціннішого гравця НБА посів друге місце. Вперше в кар'єрі О'Ніл потрапив у фінал НБА, але «Меджик» програли «Х'юстон Рокетс».
Сезон 1995-96 виявився дещо невдалим для О'Ніла — через травму він пропустив 28 ігор.
О'Ніл перейшов у «Лейкерс» напередодні сезону 1996-97. В першому сезоні в новому клубі він набирав у середньому дабл-дабл за гру, хоч і пропустив понад 30 ігор через травму.
Сезон 1997-98 став першим з 5 сезонів поспіль, протягом яких О'Ніл лідирував в НБА за процентом попадань з гри. Він знову записав у свій актив дабл-дабл в середньому за гру.
В «Гіт» О'Ніл перейшов 14 липня 2004. Він змінив номер з 34 (у «Лейкерс») на 32, який носив у «Меджик».
11 квітня 2006 О'Ніл записав у сій актив другий у кар'єрі трипл-дабл, набрвши 15 очок, 11 підбирань та рекордні для себе 10 результативних передач. У цьому сезоні він приєднався до Вілта Чемберлейна, як другий гравець в історії НБА, котрий став найкращим за процентом попадань з гри за сезон 9 разів.
У 2008 перейшов у «Санз», 29 червня 2009 — у «Кавальєрз». У «Кавальєрз» О'Ніл вперше виступав під номером 33, до цього носив 32 та 34 номери.
У ніч на середу, 20 січня 2010, центровий «Клівленд Кавальерс» Шакіл О'Ніл набрав своє 28000-е очко, і став п'ятим баскетболістом в історії НБА, якому вдалося подібне досягнення.
Таким чином, Шакіл О'Ніл приєднався до елітного клубу легенд НБА, серед яких лідер за результативністю всіх часів Карім Абдул-Джаббар (38387 очок), Карл Мелоун (36928), Майкл Джордан (32292) і Вілт Чемберлен (31419). У 2012 році О'Ніл опустився у цьому списку на шосте місце, оскільки його перевершив Кобі Браянт.
Після завершення сезону 2009-10 Шакіл став вільним агентом.
4 серпня 2010 О'Ніл підписав контракт з «Бостон Селтікс». У «Селтікс» Шакіл виступав під 36 номером.
1 червня 2011 О'Ніл заявив про завершення баскетбольної кар'єри у соціальній мережі. 3 червня 2011 О'Ніл офіційно підтвердив цю інформацію на прес-конференції.

### Статистика кар'єри в НБА

#### Регулярний сезон
| Сезон            | Команда              | GP    | GS    | MPG  | FG%  | 3P%  | FT%  | RPG  | APG | SPG | BPG | PPG  |
| ---------------- | -------------------- | ----- | ----- | ---- | ---- | ---- | ---- | ---- | --- | --- | --- | ---- |
| 1992–93          | Orlando              | 81    | 81    | 37.9 | .562 | .000 | .592 | 13.9 | 1.9 | .7  | 3.5 | 23.4 |
| 1993–94          | Orlando              | 81    | 81    | 39.8 | .599 | .000 | .554 | 13.2 | 2.4 | .9  | 2.9 | 29.3 |
| 1994–95          | Orlando              | 79    | 79    | 37.0 | .583 | .000 | .533 | 11.4 | 2.7 | .9  | 2.4 | 29.3 |
| 1995–96          | Orlando              | 54    | 52    | 36.0 | .573 | .500 | .487 | 11.0 | 2.9 | .6  | 2.1 | 26.6 |
| 1996–97          | Лос-Анджелес Лейкерс | 51    | 51    | 38.1 | .557 | .000 | .484 | 12.5 | 3.1 | .9  | 2.9 | 26.2 |
| 1997–98          | Лос-Анджелес Лейкерс | 60    | 57    | 36.3 | .584 | .000 | .527 | 11.4 | 2.4 | .7  | 2.4 | 28.3 |
| 1998–99          | Лос-Анджелес Лейкерс | 49    | 49    | 34.8 | .576 | .000 | .540 | 10.7 | 2.3 | .7  | 1.7 | 26.3 |
| 1999–00†         | Лос-Анджелес Лейкерс | 79    | 79    | 40.0 | .574 | .000 | .524 | 13.6 | 3.8 | .5  | 3.0 | 29.7 |
| 2000–01†         | Лос-Анджелес Лейкерс | 74    | 74    | 39.5 | .572 | .000 | .513 | 12.7 | 3.7 | .6  | 2.8 | 28.7 |
| 2001–02†         | Лос-Анджелес Лейкерс | 67    | 66    | 36.1 | .579 | .000 | .555 | 10.7 | 3.0 | .6  | 2.0 | 27.2 |
| 2002–03          | Лос-Анджелес Лейкерс | 67    | 66    | 37.8 | .574 | .000 | .622 | 11.1 | 3.1 | .6  | 2.4 | 27.5 |
| 2003–04          | Лос-Анджелес Лейкерс | 67    | 67    | 36.8 | .584 | .000 | .490 | 11.5 | 2.9 | .5  | 2.5 | 21.5 |
| 2004–05          | Маямі Гіт            | 73    | 73    | 34.1 | .601 | .000 | .461 | 10.4 | 2.7 | .5  | 2.3 | 22.9 |
| 2005–06†         | Маямі Гіт            | 59    | 58    | 30.6 | .600 | .000 | .469 | 9.2  | 1.9 | .4  | 1.8 | 20.0 |
| 2006–07          | Маямі Гіт            | 40    | 39    | 28.4 | .591 | .000 | .422 | 7.4  | 2.0 | .2  | 1.4 | 17.3 |
| 2007–08          | Маямі Гіт            | 33    | 33    | 28.6 | .581 | .000 | .494 | 7.8  | 1.4 | .6  | 1.6 | 14.2 |
| 2007–08          | Фінікс Санз          | 28    | 28    | 28.7 | .611 | .000 | .513 | 10.6 | 1.7 | .5  | 1.2 | 12.9 |
| 2008–09          | Фінікс Санз          | 75    | 75    | 30.0 | .609 | .000 | .595 | 8.4  | 1.7 | .6  | 1.4 | 17.8 |
| 2009–10          | Клівленд Кавальєрс   | 53    | 53    | 23.4 | .566 | .000 | .496 | 6.7  | 1.5 | .3  | 1.2 | 12.0 |
| 2010–11          | Бостон Селтікс       | 37    | 36    | 20.3 | .667 | .000 | .557 | 4.8  | .7  | .4  | 1.1 | 9.2  |
| Кар'єра          | Кар'єра              | 1,207 | 1,197 | 34.7 | .582 | .045 | .527 | 10.9 | 2.5 | .6  | 2.3 | 23.7 |
| Матчі всіх зірок | Матчі всіх зірок     | 12    | 9     | 22.8 | .551 | .000 | .452 | 8.1  | 1.4 | 1.1 | 1.6 | 16.8 |

#### Плей-оф
| Сезон   | Команда              | GP  | GS  | MPG  | FG%  | 3P%  | FT%  | RPG  | APG | SPG | BPG | PPG  |
| ------- | -------------------- | --- | --- | ---- | ---- | ---- | ---- | ---- | --- | --- | --- | ---- |
| 1994    | Orlando              | 3   | 3   | 42.0 | .511 | .000 | .471 | 13.3 | 2.3 | .7  | 3.0 | 20.7 |
| 1995    | Orlando              | 21  | 21  | 38.3 | .577 | .000 | .571 | 11.9 | 3.3 | .9  | 1.9 | 25.7 |
| 1996    | Orlando              | 12  | 12  | 38.3 | .606 | .000 | .393 | 10.0 | 4.6 | .8  | 1.3 | 25.8 |
| 1997    | Лос-Анджелес Лейкерс | 9   | 9   | 36.2 | .514 | .000 | .610 | 10.6 | 3.2 | .6  | 1.9 | 26.9 |
| 1998    | Лос-Анджелес Лейкерс | 13  | 13  | 38.5 | .612 | .000 | .503 | 10.2 | 2.9 | .5  | 2.6 | 30.5 |
| 1999    | Лос-Анджелес Лейкерс | 8   | 8   | 39.4 | .510 | .000 | .466 | 11.6 | 2.3 | .9  | 2.9 | 26.6 |
| 2000†   | Лос-Анджелес Лейкерс | 23  | 23  | 43.5 | .566 | .000 | .456 | 15.4 | 3.1 | .6  | 2.4 | 30.7 |
| 2001†   | Лос-Анджелес Лейкерс | 16  | 16  | 42.3 | .555 | .000 | .525 | 15.4 | 3.2 | .4  | 2.4 | 30.4 |
| 2002†   | Лос-Анджелес Лейкерс | 19  | 19  | 40.8 | .529 | .000 | .649 | 12.6 | 2.8 | .5  | 2.5 | 28.5 |
| 2003    | Лос-Анджелес Лейкерс | 12  | 12  | 40.1 | .535 | .000 | .621 | 14.8 | 3.7 | .6  | 2.8 | 27.0 |
| 2004    | Лос-Анджелес Лейкерс | 22  | 22  | 41.7 | .593 | .000 | .429 | 13.2 | 2.5 | .3  | 2.8 | 21.5 |
| 2005    | Маямі Гіт            | 13  | 13  | 33.2 | .558 | .000 | .472 | 7.8  | 1.9 | .4  | 1.5 | 19.4 |
| 2006†   | Маямі Гіт            | 23  | 23  | 33.0 | .612 | .000 | .374 | 9.8  | 1.7 | .5  | 1.5 | 18.4 |
| 2007    | Маямі Гіт            | 4   | 4   | 30.3 | .559 | .000 | .333 | 8.5  | 1.3 | .3  | 1.5 | 18.8 |
| 2008    | Фінікс Санз          | 5   | 5   | 30.0 | .440 | .000 | .500 | 9.2  | 1.0 | 1.0 | 2.6 | 15.2 |
| 2010    | Клівленд Кавальєрс   | 11  | 11  | 22.1 | .516 | .000 | .660 | 5.5  | 1.4 | .2  | 1.2 | 11.5 |
| 2011    | Бостон Селтікс       | 2   | 0   | 6.0  | .500 | .000 | .000 | .0   | .5  | .5  | .0  | 1.0  |
| Кар'єра | Кар'єра              | 216 | 214 | 37.5 | .563 | .000 | .504 | 11.6 | 2.7 | .5  | 2.1 | 24.3 |

## Цікавий факт
- За 19 років кар'єри О'Ніл зробив усього 22 спроби триочкових кидків, з яких успішною стала лише одна[1].